# Státní znak Konžské demokratické republiky
Státní znak Konžské demokratické republiky, dříve Zairu, je tvořen levhartí hlavou, provázenou vlevo (nejedná se o heraldický znak) kosmo sloním klem a vpravo šikmým kopím (vše v přirozených barvách). Pod těmito figurami je červená, dvakrát přeložená stuha se zlatým státním heslem JUSTICE PAIX TRAVAIL (česky Spravedlnost, mír, práce). Celý výjev je položen na kameni šedé či šedohnědé barvy.
Levhartí hlava je symbolem pravomoci náčelníků, garantující a ochraňující základní hodnoty země. Sloní kel je symbolem bohaté fauny a flory a oštěp je nástrojem zastrašování, ochrany a obrany zájmů a hodnot země.

## Historie
Konžská demokratická republika (někdy též Demokratická republika Kongo, existuje též Konžská republika s hlavním městem Brazzaville) se po získání nezávislosti v roce 1960 jmenovala Kongo (hlavní město Léopoldville, od roku 1966 Kinshasa). V letech 1971–1997 se nazývala Zair.

Státní znak Zairu (1971–1997)

Konžská demokratická republika užívala několik státních znaků, pro občanskou válku v zemi (První a Druhá válka v Kongu) však není jisté, zda byly oficiálně přijaty nebo jde o pouze o návrhy.
Po dlouholeté občanské válce byla 6. března 2003 podepsána v Pretorii (Jihoafrická republika) dohoda mezi zástupci vlády a opozice o textu nové ústavy. V kapitole 1 (O státu), článku č. 4 je popsán znak republiky: „Její znak je složen z hlavy lva, zarámované dvěma vavřínovými větvemi se zkříženýma rukama uprostřed."' Ústava tak potvrdila znak, který byl již s účinností od 31. května 2000 zaveden vládou na cestovních pasech. Na nich byl však vyobrazen jednobarevně, ve zlatém provedení.
Symbolika nebyla uvedena, ale lev je tradiční symbol síly a odvahy, vavřínové ratolesti (připomínající ratolesti na vlajce OSN) jsou symbolem míru. Ruce nejsou, na rozdíl od popisu v ústavě, zkřížené ale vytváří trojúhelník tak, že se vzájemně drží za zápěstí.
18.–19. prosince 2005 byla schválena v referendu (85 % hlasů) nová ústava země. V článku č. 1 byl popsán (opět nedostatečně) znak: „...obsahuje hlavu levharta lemovanou vlevo a vpravo slonovinovým hrotem a oštěpem, vše posazené na kameni...". Slavnostní vyhlášení ústavy a její podepsání prezidentem Josephem Kabilou se uskutečnilo v Kinshase 18. února 2006.

Státní znak Konžské demokratické republiky (1997–1999)
Státní znak Konžské demokratické republiky (1999–2003)
Státní znak Konžské demokratické republiky (2003–2006)